# Єфремов Петро Олександрович (український літературознавець)
Петро́ Олекса́ндрович Єфре́мов (1883 — ? після 1937) — український літературознавець. Брат Сергія та Федора Єфремових.

## Життєпис
Протягом 1901—1905 років навчався у Київській духовній академії, 1915-го закінчив київський Університет св. Володимира.
Від 1916 року працював у Катеринославі, в Першій українській гімназії, викладав українську мову та літературу. Одночасно з 1918 — в учительському інституті. Від 1920 року — в соціально-економічному та залізничному технікумі.
Від 1921-го — професор Катеринославського інституту народної освіти, науковий співробітник науково-дослідної кафедри українознавства ВУАН.
Займався дослідженнями питання натуралізму, розвитку історичної повісті в українській літературі. Зокрема, досліджував творчість Адріана Кащенка, підготував 6 томів його творів (доля яких не відома). Також досліджував творчість Дмитра Яворницького.
Був одним із прихильником «європеїзації» української літератури:

| «Українське письменство, що ближче до наших часів, то все більше підходить і зверхньою формою і змістом до загального рівня й інтересів європейських літератур, переймається спільними з ними шуканнями краси, й поділяє великі їхні надбання» | 1919.

Брати Єфремови (зліва направо) — Федір, Сергій, Петро. Київ, 1925 р.

Переклав українською мовою твори польських письменників — Марії Домбровської й Генрика Сенкевича, з російської — Дмитра Мережковського.
Є засновником літературно-наукового місячника «Січ» (1919, вийшло 2 випуски), на його сторінках дебютували Валер'ян Підмогильний та Валер'ян Поліщук. З Поліщуком та Підмогильним 1921 року видав збірку «Вир революції».
Є автором літературознавчих розвідок — у часописах «Зоря», «Книгарь», «КС», «Народне життя», «Республіканець», «Світло», «Січ», «Споживач», альманахах «Рада» та «Нова Рада».
9 вересня 1929 року заарештований у «справі СВУ» — нібито був керівником Дніпропетровської філії. Засуджений до 5 років позбавлення волі та 2 років поразки у правах.
Покарання відбував у Ярославському політичному ізоляторі. Звільнившись, виїхав до Алма-Ати, працював старшим коректором у друкарні Казахстанської філії московського видавництва «Крайогіз».
1937 року заарештований вдруге; подальша доля невідома.
1989 року реабілітований посмертно.
1993 року у Дніпропетровську видано збірку його літературно-критичних статей «Молитва Богу невідомому» (упорядник Микола Чабан).

## Родина
Був одружений, мав сина Євгена.

## Праці
Серед робіт:
- «Молитва Богові невідомому», 1920
- «Поет чарів ночі», видавництво «Вир революції», 1921
- «Белетристичні писання Д. І. Яворницького», видавництво «Зоря», 1925
- «Письменник-кольорист», «Записки історико-філолологічного відділу УАН», 1927.